# Ratten-Lungenwurm
Der Ratten-Lungenwurm (Angiostrongylus cantonensis) ist ein Parasit, dessen Hauptwirt Ratten sind, in deren Lungen er lebt. Als Zwischenwirt dienen verschiedene Landschnecken und Krabben. Experimentell sind auch Meeresfische infizierbar, allerdings wird angenommen, dass die Larven keine große Resistenz gegen Salzwasser aufweisen.
Auch Menschen können durch den Parasiten infiziert werden – etwa, wenn sie infizierte, nicht durchgegarte Schnecken essen. Dies kann zu einer Hirnhautentzündung, einer eosinophilen Meningitis führen.

## Verbreitung
Das ursprüngliche Verbreitungsgebiet ist Südostasien, die Erstbeschreibung erfolgte 1935 in der Provinz Guangdong durch den chinesischen Parasitologen Hsin-Tao Chen (1904–1977). Der erste Nachweis des Parasiten bei einem Menschen erfolgte 1944 auf Taiwan.
Allerdings hat sich der Wurm seither auch in folgenden Gebieten ausgebreitet: Australien, Melanesien, Mikronesien und Polynesien, Neukaledonien, den Philippinen, Rarotonga, Saipan, Sumatra, Taiwan sowie Tahiti. Ab den 60er Jahren gab es Meldungen aus Kambodscha, Guam, Hawaii, Java, Thailand, Sarawak, Vietnam und den Neuen Hebriden (Vanuatu). Die Erstbeschreibung stammt aus China. Weiter wurde der Parasit auch in die Karibik eingeschleppt. Es wurden einige Exemplare in Ratten aus Kuba, Puerto Rico, der Dominikanischen Republik und Jamaika gefunden. Ein Einzelfall einer Infektion durch das Verschlucken einer unbekannten Schneckenart wurde in Australien festgestellt. Forscher warnten 2019 vor dem Verzehr unzureichend gekochter Schneckengerichte auf Mallorca; 2018 war der Ratten-Lungenwurm auf Mallorca in zwei Igeln gefunden worden.

## Merkmale
Der Parasit weist die typische Nematodenform auf. Die Haut besteht aus drei Kollagenschichten, welche es dem Parasit ermöglichen, das Immunsystem des Wirtes zu umgehen. Die männlichen Tiere besitzen eine Art Beutel, mit dem sich das Männchen am Weibchen festklammert. Es besteht ein Geschlechtsdimorphismus, die Weibchen werden 25 bis 33 mm lang, die Männchen hingegen nur 15 bis 19 mm. Der Körper ist von einem s-förmigen schwarzen Band durchzogen, das den Darm und den Uterus darstellt.

## Lebenszyklus
Die Entwicklung beginnt in der Ratte, in der die adulten Weibchen leben. Diese halten sich in der rechten Herzkammer und den Lungenarterien auf. Die Eier werden dort freigesetzt. Sie wandern in die Kapillaren der Lunge, wo aus den Eiern die Larven schlüpfen, welche im 1. Larvenstadium durch die Alveolen ausbrechen und ausgehustet werden. Einige werden wieder geschluckt und nun im 2. Larvenstadium über den Kot ausgeschieden.
Der Zwischenwirt nimmt nun über den Rattenkot die Larven auf. Diese entwickeln sich in ihm zum 3. Larvenstadium. Ein als Nebenwirt dienender Frosch oder Fisch kann in Folge durch Fressen des Zwischenwirtes die Larven ebenfalls aufnehmen. Hier findet jedoch keine Entwicklung mehr statt.
Der Hauptwirt infiziert sich, indem er den Zwischenwirt oder den Nebenwirt frisst. Allerdings dringt die Larve in der Schnecke auch aktiv nach außen, sodass in der Schleimspur infektiöse Larven vorhanden sind, die von der Ratte (dem Hauptwirt) auch aufgenommen werden. Dort wandern sie entlang des Nervensystems über den Blutstrom ins Gehirn. Vom Gehirn aus verbreiten sie sich im ganzen Körper, verlassen über die Kapillare den Blutstrom und treten ins Gewebe über. Dort entwickelt sich das 5. Larvenstadium. Dieses sucht erneut das Gehirn auf und lässt sich danach hauptsächlich in den Lungenarterien nieder, aber auch andere Stellen wie das Auge oder die Hirnhäute oder das Zentralnervensystem werden befallen.
In circa 6 Wochen entwickelt sich aus der Larve das adulte Tier. Nach mehreren Häutungen und der Paarung werden erneut Eier ins Blut abgegeben.

## Menschliche Erkrankungen durch den Ratten-Lungenwurm
Menschen können sich über kontaminierte Nahrung infizieren, und bei den Infizierten kann der Parasit eine eosinophile Meningoenzephalitis (Entzündung des Gehirns und der Hirnhäute) auslösen. Klinische Symptome einer Infektion mit dem Ratten-Lungenwurm sind starke Kopfschmerzen, Meningismus und neurologische Ausfälle. Die Erkrankung kann bis zum Koma und Tod fortschreiten. Besonders gefährdet sind Personen mit Immunschwäche (z. B. Schwangere, HIV-Infizierte, Personen mit angeborenen Immunschwächen). Im Liquor cerebrospinalis der Betroffenen finden sich typischerweise hohe Zahlen an Eosinophilen.
Zwischen 2007 und 2017 infizierten sich 82 Personen im US-Bundesstaat Hawaii, mehrere starben.